# Ulrich Brand
Ulrich Brand (Mainau, 15 aprile 1967) è un economista tedesco, dal settembre 2007 professore universitario di politica internazionale presso l'Università di Vienna.
Si occupa di questioni relative alla globalizzazione capitalistica e alla sua critica e alle possibilità di controllo politico delle risorse internazionali e della politica ambientale, con attenzione particolare verso l'America Latina.

## Biografia
Brand ha studiato dapprima Economia aziendale con indirizzo Turismo presso la Duale Hochschule Baden-Württemberg Ravensburg. Nel 1989 ha concluso gli studi con un diploma e una qualifica di direttore d'albergo. Brand ha poi intrapreso gli studi di scienze politiche ed economia presso l'Università Goethe di Francoforte, che lo hanno portato anche a Berlino, Buenos Aires e Detroit. Ha completato anche questi studi nel 1996 con un diploma. Nel 2000, Ulrich Brand ha conseguito il dottorato con una tesi dal titolo Verhältnis von Staat und Nichtregierungsorganisationen in der internationalen Umweltpolitik (Rapporto tra Stato e organizzazioni non governative nella politica ambientale internazionale). Tra il 2001 e il 2007 ha lavorato come assistente di ricerca presso il dipartimento di Globalizzazione e politica dell'Università di Kassel, dove nel 2006 ha conseguito il dottorato con la tesi Die politische Form der Globalisierung. Soziale Kräfte und Institutionen im internationalisierten Staat  (La forma politica della globalizzazione. Forze sociali e istituzioni nello Stato internazionalizzato).
È attivo nel consiglio di amministrazione dell'Instituts Solidarische Moderne, nel Bundeskoordination Internationalismus (BUKO) e nel comitato consultivo scientifico di Attac Germania. Dal maggio 2011 è condirettore del mensile di scienze politiche Blätter für deutsche und internationale Politik.
Brand è, tra l'altro, membro della Assoziation für kritische Gesellschaftsforschung, della Società austriaca di Scienze Politiche (Österreichische Gesellschaft für Politikwissenschaft, ÖGPW) e dell'Unione tedesca di Scienze Politiche (Deutsche Vereinigung für Politikwissenschaft, DVPW), di cui è stato portavoce della sezione di economia politica dal 2006 al 2012. Dal 2012 al 2014 è stato direttore dell'Istituto di scienze politiche dell'Università di Vienna e dal 2011 al 2013 responsabile accademico del programma di master di studi superiori sull'America Latina dell'Università di Vienna.

## Pensiero
Brand considera la questione ecologica intrecciata con i suoi presupposti e le sue condizioni sociali.
Le discussioni pubbliche prevalenti si concentrano spesso sulla crescita eccessiva in uno spazio finito (economia ambientale).
Tuttavia, non c'è una semplice contrapposizione tra natura e società, ma l'appropriazione della natura è sempre anche una relazione concreta, sociale, quindi questa disposizione dominante (Foucault) della discussione pubblica deve essere messa in discussione. Brand ritiene che la crisi dello stile di vita moderno sia sia ecologica che sociale e che questa crisi socio-ecologica debba essere compresa con una ecologia politica piuttosto che con una visione convenzionale dello sfruttamento del pianeta. Il suo lavoro teorico si inserisce nel dibattito sulla teoria critica dello Stato e dell'egemonia (Antonio Gramsci, Nicos Poulantzas), sulla teoria della regolazione e sull'ecologia politica.
Brand affronta i temi della trasformazione socio-ecologica nella crisi finanziaria del 2007-2008 e del modo in cui i paesi sviluppati prosperano a scapito dei paesi in via di sviluppo. Nella vita quotidiana strutturata (consumi, mobilità, comunicazione e alimentazione), si fa un uso sproporzionato della forza lavoro globale e delle risorse globali dei Paesi emergenti e in via di sviluppo, mediate dal mercato mondiale.
Questo viene descritto da lui e da Markus Wissen come uno "stile di vita imperiale", intendendo con ciò un modo di produzione in cui le risorse (materie prime come petrolio e occupazione del suolo, ma anche la manodopera) provengono dal Sud, consumate nel Nord e smaltite nuovamente attraverso i serbatoi di carbonio del Sud. Secondo la loro interpretazione, si tratta di una crisi i cui modelli di consumo e di produzione sottostanti sono difficili da politicizzare; al contrario, sono diventati ancora più radicati nelle classi medie e alte del Nord e vengono difesi all'esterno. C'è effettivamente una ribellione, visibile ad esempio attraverso il successo dell'estremismo di destra - una "auto-sottomissione ribelle" (Nora Räthzel), ma le relazioni di potere fondamentali rimangono intatte.
Per "imperiale" si intende l'espansione spaziale illimitata e che questo stile di vita spiazza altri stili di vita. Il concetto di "stile di vita" estende il concetto astratto di stile di vita alla cultura quotidiana. Sebbene questo concetto si basi sulla teoria della regolazione, esso comprende anche le pratiche quotidiane secondo Gramsci poiché secondo lui le condizioni per la vita domestica sembrano diventare sempre più favorevoli: nella nostra società la vita può ancora essere considerata degna di essere vissuta anche con la riduzione dei salari. Tuttavia, il singolo "consumatore responsabile" non dovrebbe essere chiamato in causa qui, sarebbe troppo apolitico, e inoltre, ad esempio, in campagna, il consumatore è spesso anche dipendente dai veicoli a motore.
I costi del lavoro riproduttivo del soggetto individuale, cioè il lavoro di ripristino della propria forza lavoro, sono determinati dal neoliberismo del Nord, anche attraverso l'esternalità dei costi; il neoliberismo crea così da sé il proprio consenso, attraverso telefoni cellulari più economici o persino viaggi a lunga distanza più economici. Questo modo di produzione imperiale appare egemonico, cioè ampiamente accettato e persino diffuso. Le conseguenze sono ancora meno minacciose al Nord rispetto al Sud.
Brand e Wissen hanno formulato la loro analisi e critica dello stile di vita imperiale nel libro del 2017 Imperiale Lebensweise. Zur Ausbeutung von Mensch und Natur in Zeiten des globalen Kapitalismus. Nel 2021 ha pubblicato The Imperial Mode of Living. Everyday Life and the Ecological Crisis of Capitalism, tradotto anche in spagnolo e francese.
L'egemonia, secondo Gramsci, è intesa come lo sforzo e la capacità della classe dirigente di presentare il proprio interesse come quello della collettività, ad esempio con politiche di localizzazione e di crescita come obiettivo indiscutibile. Era inoltre necessario creare delle contro-egemonie per contrastare il discorso dominante del catastrofismo, che favorisce soluzioni autoritarie o imposte dall'alto. Inoltre, il concetto di "stile di vita imperiale" va distinto da un discorso puramente tecnologico (auto elettrica) o dal "consumatore responsabile" (neoclassicismo), in cui l'atto politico è limitato agli atti di acquisto.
Il modo in cui la natura viene appropriata può essere catturato dal termine relazione sociale naturale. Pertanto, nel caso dei bisogni sociali, come la mobilità, ci si può anche chiedere come il bisogno concreto di mobilità possa essere e venga soddisfatto e quali interessi vi siano dietro. Il potere e gli interessi sono qui insiti nei desideri anche inconsci degli utenti (habitus). Lo stile di vita imperiale è anche orientato allo status: la classe media si distingue consumando di più verso il basso e funge da modello per gli altri: questa spirale di consumo spinge anche le emissioni di CO2. Un esempio è l'uso delle automobili e gli interessi dell'industria automobilistica. Così, l'uso dei SUV è anche un'elaborazione della crisi ecologica, secondo il motto: "i miei figli e io la supereremo". L'attenzione si concentra sugli stili di vita che sono già cambiati: a Vienna ci sono già più famiglie senza auto che famiglie con auto di proprietà, si sono quindi già raggiunti dei punti critici. Un altro esempio di ribellione silenziosa è la restrizione del consumo di carne.
A medio termine, l'ecologia politica non si preoccupa dell'obiettivo della felicità individuale, ma delle condizioni per una "buona vita" per tutti e di un'economia solidale e orientata ai valori d'uso, che non sostenga in primo luogo il plusvalore e la crescita compulsiva, sul mercati finanziari, ma si concentra su un modello attraente di prosperità senza fare appello alla rinuncia individuale e al consumismo. Secondo l'analisi dei cambiamenti di Karl Polanyi, l'attore qui non è lo Stato, ma i molteplici movimenti sociali, (Care Revolution, sovranità alimentare, diritto alla città e molti altri).

## Opere e pubblicazioni
- Chiapas und die Internationale der Hoffnung. Neuer ISP-Verlag, Colonia, 1997
- con Ana E. Cecena, Reflexionen einer Rebellion. "Chiapas" und ein anderes Politikverständnis, Westfälisches Dampfboot, Münster, 2000
- Nichtregierungsorganisationen, Staat und ökologische Krise. Konturen kritischer NRO-Forschung. Das Beispiel der biologischen Vielfalt, Westfälisches Dampfboot, Münster, 2000
- con Achim Brunnengräber e Lutz Schrader, Global Governance. Alternative zur neoliberalen Globalisierung?, Westfälisches Dampfboot, Münster, 2000
- con Alex Demirović, Christoph Görg e Joachim Hirsch, Nichtregierungsorganisationen in der Transformation des Staates, Westfälisches Dampfboot, Münster, 2001
- con Christoph Görg, Mythen globalen Umweltmanagements. Rio + 10 und die Sackgassen "nachhaltiger Entwicklung", Westfälisches Dampfboot, Münster, 2002
- con Werner Raza, Fit für den Postfordismus? Theoretisch-politische Perspektiven des Regulationsansatzes, Westfälisches Dampfboot, Münster, 2003
- con Christoph Görg, Karin Blank, Joachim Hirsch e Markus Wissen, Postfordistische Naturverhältnisse, Westfälisches Dampfboot, Münster, 2003
- Gegen-Hegemonie. Perspektiven globalisierungskritischer Strategien, VSA, Amburgo, 2005
- Globale Umweltpolitik und Internationalisierung des Staates: Biodiversitätspolitik aus strategisch-relationaler Perspektive, Westfälisches Dampfboot, Münster, 2009
- con Eva Hartmann e Caren Kunze, Globalisierung, Macht und Hegemonie: Perspektiven einer kritischen Internationalen Politischen Ökonomie, Westfälisches Dampfboot, Münster, 2009
- Post-Neoliberalismus?: Aktuelle Konflikte und gegenhegemoniale Strategien, VSA, Amburgo, 2011
- con Michael Löwy, Globalisation et Crise Écologique. Une critique de l'économie politique par des écologistes allemands, Editions L'Harmattan, Parigi, 2012
- con Isabell Radhuber e Almut Schilling-Vacaflor, Plurinationale Demokration. Gesellschaftliche und staatliche Transformation in Bolivien, Westfälisches Dampfboot, Münster, 2012
- con Bettina Lösch, Benjamin Opratko e Stefan Thimmel, ABC der Alternativen 2.0, VSA, Amburgo, 2012
- con Roland Atzmüller, Joachim Becker, Lukas Oberndorfer, Vanessa Redak e Thomas Sablowski, Fit für die Krise? Perspektiven der Regulationstheorie, Westfälisches Dampfboot, Münster, 2013
- Lateinamerikas Linke. Ende des progressiven Zyklus? Eine Flugschrift, VSA, Amburgo, 2016
- con Helen Schwenken e Joscha Wullweber, Globalisierung analysieren, kritisieren und verändern. Das Projekt Kritische Wissenschaft, VSA, Amburgo, 2016
- con Markus Wissen, Imperiale Lebensweise. Zur Ausbeutung von Mensch und Natur in Zeiten des globalen Kapitalismus, Oekom, Monaco di Baviera, 2017
- con Alberto Acosta, Radikale Alternativen. Warum man den Kapitalismus nur mit vereinten Kräften überwinden kann, Oekom, Monaco di Baviera, 2018
- con Christoph Görg, Zur Aktualität der Staatsform. Die materialistische Staatstheorie von Joachim Hirsch, Nomos, Baden-Baden, 2018
- con Roland Atzmüller et al., Capitalism in Transformation. Movements and Countermovements in the 21st Century, Edward Elgar, Cheltenham, 2019
- Post-Wachstum und Gegen-Hegemonie. Klimastreiks und Alternativen zur imperialen Lebensweise, VSA, Amburgo, 2020
- con Markus Wissen, The Imperial Mode of Living. Everyday Life and the Ecological Crisis of Capitalism, Verso, Londra, 2021